# C/2007 K5 (Lovejoy)
Pour les articles homonymes, voir Lovejoy.
Pour en particulier les autres comètes découvertes par Terry Lovejoy, voir Comète Lovejoy.
C/2007 K5 (Lovejoy) est une comète périodique découverte le 26 mai 2007 par l'astronome amateur australien Terry Lovejoy.
Il s'agit de la deuxième comète découverte par Terry Lovejoy. Elle est restée invisible à l'œil nu.